# パオロ・オドグウ
パオロ・オドグウ（Paolo Odogwu、1997年2月18日 - ）は、ユナイテッド・ラグビー・チャンピオンシップ、ベネットン・ラグビーに所属するラグビーユニオン選手。

## プロフィール
- イングランド、コヴェントリー出身[1]。
- ポジションはウィング(WTB)、センター(CTB)。
- 身長 175cm、体重 98kg
- U20イングランド代表に選ばれたことがある[2]。
- イタリア代表キャップは6（2024年3月現在）でラグビーワールドカップ2023のイタリア代表に選ばれた[3]。

## 略歴
セール・シャークス、セールFC、ロザラム・ティタンズ、ワスプス、スタッド・フランセを経て、2023年、ベネットンに加入。 